# Hungria nos Jogos Olímpicos de Inverno de 1952
O Hungria mandou 12 competidores que disputaram quatro modalidades nos Jogos Olímpicos de Inverno de 1952, em Oslo, na Noruega. A delegação conquistou 1 medalha no total, sendo uma de bronze.